# Сафонов, Серафим Георгиевич
Сафонов Серафим Георгиевич (1914—2011) — участник Великой Отечественной войны, полный кавалер ордена Славы.

## Биография
Серафим Георгиевич Сафонов родился в 1914 году в городе Козлове (ныне — Мичуринск Тамбовской области).
До Великой Отечественной войны работал слесарем на Мичуринском паровозоремонтном заводе, а после войны стрелком Мичуринского отряда военизированной охраны Министерства путей сообщения СССР.
На фронте с первых дней войны. Принимал участие в защите Москвы, освобождении городов Невеля, Полоцка, Шяуляя и других. Старший сержант, командир расчёта противотанкового орудия. День Победы встретил в Восточной Пруссии.
За мужество, героизм, проявленные в боях за Родину, С. Г. Сафонов был награждён тремя орденами Славы, орденом Красной Звезды и медалью «За отвагу».
Жил в городе Мичуринске.

## Награды
- Орден Отечественной войны I степени
- Орден Красной Звезды
- Орден Славы I степени (№ 1242) — 29 июня 1945 года
- Орден Славы II степени (№ 3821) — 20 сентября 1944 года
- Орден Славы III степени (№ 37877) — 31 марта 1944 года
- Медаль «За отвагу»
- Медаль «За оборону Москвы»